# Montilla
Montilla là một đô thị trong tỉnh Córdoba, Andalusia, Tây Ban Nha.

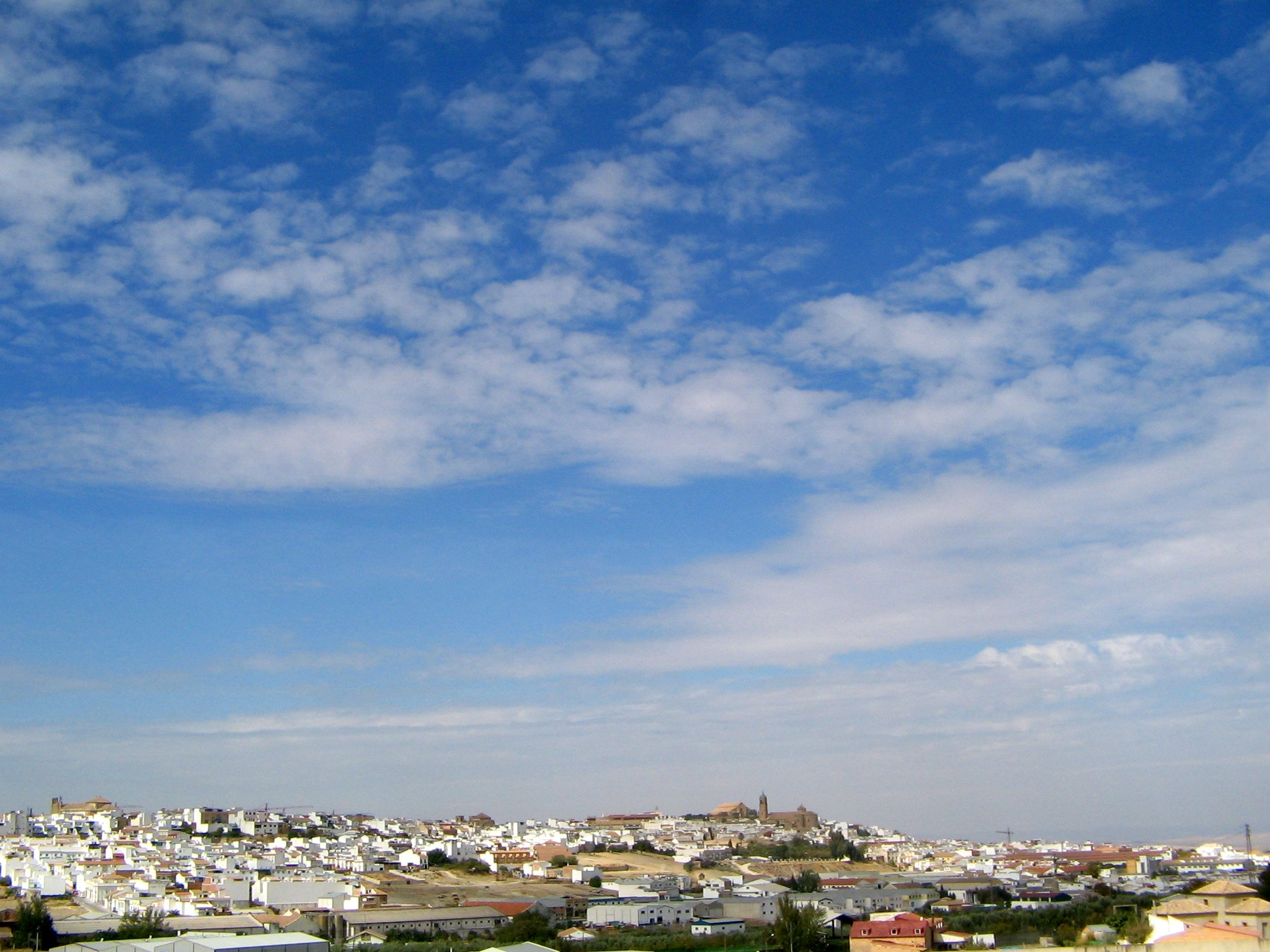
View of Montilla